# Papieska elekcja 1191
Papieska elekcja 21 marca 1191 – odbyła się po śmierci papieża Klemensa III i zakończyła wyborem 85-letniego rzymianina Celestyna III.

## Śmierć Klemensa III
Okoliczności śmierci Klemensa III nie są zbyt dobrze znane. Najprawdopodobniej zmarł 20 marca 1191 w Pałacu Laterańskim w Rzymie. W chwili jego śmierci narastały w kurii tarcia między zwolennikami sojuszu z normańskim królestwem Sycylii a zwolennikami polityki procesarskiej. Powszechnie obawiano się, że jeśli te dwie frakcje nie osiągną porozumienia, może dojść do schizmy.

## Kardynałowie elektorzy
Kolegium Kardynalskie w marcu 1191 roku liczyło najprawdopodobniej 35 kardynałów, w tym jednak ośmiu było nieobecnych, głównie tzw. „kardynałów zagranicznych”, tj. biskupów i opatów noszących tytuł kardynalski, ale rezydujących na stałe w swoich diecezjach lub opactwach, a nie w kurii papieskiej:
- Albino CanReg (nominacja kardynalska: 18 grudnia 1182) – kardynał biskup Albano
- Ottaviano di Paoli (18 grudnia 1182) – kardynał biskup Ostia e Velletri
- Giovanni Conti da Anagni (20 grudnia 1158) – kardynał biskup Palestriny
- Pandolfo Roberti CanReg (18 grudnia 1182) – kardynał prezbiter Ss. XII Apostoli; kanonik kapituły w Lukce
- Pietro Diana (16 marca 1185) – kardynał prezbiter S. Cecilia
- Giordano de Ceccano OCist (12 marca 1188) – kardynał prezbiter S. Pudenziana
- Giovanni Lombardo (maj 1189) – kardynał prezbiter S. Clemente; biskup Toscanella
- Giovanni Felice (12 marca 1188) – kardynał prezbiter S. Susanna
- Ruffino (sierpień 1190) – kardynał prezbiter S. Prassede; biskup Rimini
- Romano (22 września 1190) – kardynał prezbiter S. Anastasia
- Guido Papareschi (22 września 1190) – kardynał prezbiter S. Maria in Trastevere
- Ugo (22 grudnia 1190) – kardynał prezbiter Ss. Silvestro e Martino; archiprezbiter bazyliki watykańskiej
- Giovanni di Salerno OSB (22 września 1190) – kardynał prezbiter S. Stefano al Monte Celio
- Cinzio Cenci (22 września 1190) – kardynał prezbiter S. Lorenzo in Lucina
- Giacinto Bobone (23 grudnia 1144) – kardynał diakon S. Maria in Cosmedin; protodiakon Świętego Kolegium Kardynałów
- Graziano da Pisa (23 września 1178) – kardynał diakon Ss. Cosma e Damiano
- Gerardo CanReg (18 grudnia 1182) – kardynał diakon S. Adriano
- Soffredo CanReg (18 grudnia 1182) – kardynał diakon S. Maria in Via Lata
- Gregorio de San Apostolo (12 marca 1188) – kardynał diakon S. Maria in Portico
- Giovanni Malabranca (12 marca 1188) – kardynał diakon S. Teodoro
- Bernardo CanReg (12 marca 1188) – kardynał diakon S. Maria Nuova
- Gregorio Crescenzi (12 marca 1188) – kardynał diakon S. Maria in Aquiro
- Gregorio Carelli (22 września 1190) – kardynał diakon S. Giorgio in Velabro
- Lotario Conti di Segni (22 września 1190) – kardynał diakon Ss. Sergio e Bacco
- Niccolò Scolari (22 września 1190) – kardynał diakon S. Lucia in Silice
- Gregorio Bobone (22 września 1190) – kardynał diakon S. Angelo in Pescheria
- Egidio de Anagnia (22 grudnia 1190) – kardynał diakon S. Nicola in Carcere Tulliano

Wśród tych kardynałów było osiemnastu nominatów Klemensa III, siedmiu Lucjusza III, i po jednym Aleksandra III, Adriana IV i Lucjusza II.

### Nieobecni
- Konrad von Wittelsbach CanReg (18 grudnia 1165) – kardynał biskup Sabiny; prymas Świętego Kolegium Kardynałów; arcybiskup Moguncji i arcykanclerz Niemiec
- Pietro Gallocia (12 marca 1188) – kardynał biskup Porto e Santa Rufina; legat papieski wobec króla Henryka VI
- Guillaume de Champagne (marzec 1179) – kardynał prezbiter S. Sabina; protoprezbiter Świętego Kolegium Kardynałów; arcybiskup Reims; legat papieski we Francji; przewodniczący Rady Królewskiej Francji; regent Królestwa Francji
- Ruggiero di San Severino OSB (1180) – kardynał prezbiter S. Eusebio; arcybiskup Benewentu
- Melior OSBVall (16 marca 1185) – kardynał prezbiter Ss. Giovanni e Paolo; legat w Toskanii (?)
- Piotr (12 marca 1188) – kardynał prezbiter S. Pietro in Vincoli; legat papieski wobec króla Henryka VI
- Roffredo dell’Isola OSB (listopad 1188) – kardynał prezbiter Ss. Marcellino e Pietro; opat Monte Cassino
- Adelardo Cattaneo (16 marca 1185) – kardynał Świętego Kościoła Rzymskiego; biskup Werony; legat papieski w Outremer

Trzech z nich mianował Aleksander III, trzech Klemens III i jednego Lucjusz III.

## Wybór Celestyna III
Dzień po śmierci Klemensa III kardynałowie, chcąc uniknąć długotrwałych sporów wybrali na nowego papieża kandydata kompromisowego, „przejściowego”, to jest najstarszego ze swojego grona kardynała Giacinto Bobone, rzymianina. Elekt, mający wówczas 85 lat, niechętnie zaakceptował wybór, obawiając się schizmy w razie odmowy. Przybrał imię Celestyn III, na cześć Celestyna II. Ponieważ w chwili wyboru był zaledwie diakonem, 30 marca 1191 przyjął święcenia kapłańskie, a 14 kwietnia został konsekrowany na biskupa Rzymu.

## Uzupełniające źródła internetowe
- Jaffé Philipp, Regesta pontificum Romanorum ab condita Ecclesia ad annum post Christum natum MCXCVIII, Vol. II, Lipsk 1888
- F. Burkle-Young: Papieska elekcja 1191
- Konrad Eubel, Hierarchia Catholica Medii Aevi, vol. I